# Beljasji
Beljasji (Russisch: Беляши) of Dzjazator (Джазатор), zoals het door de lokale bevolking wordt genoemd, is een dorp (selo) in het zuidwesten van het district Kosj-Agatsjski in het zuidoosten van de Russische autonome deelrepubliek Altaj. Het is de meest geïsoleerde plaats van de Altaj en tevens de plaats die hemelsbreed gezien het dichtst bij zowel Kazachstan (50 km), de Volksrepubliek China (60 km) als Mongolië (60 km) ligt. De plaats ligt aan de instroom van de rivieren Dzjazator en Ak-Alacha in de Argoet ten zuiden van de Zuidelijke Tsjoejarug. Vanaf de plaats is een goed uitzicht op de bergpieken Iiktoe (3936 meter) en Tsjoejski (3177 meter) van deze bergrug. Ten noordwesten van de plaats ligt de verlaten nederzetting Kyzyl-Argoet en ten zuiden ervan het afgelegen Oekokplateau.
De inwoners bestaan vooral uit Altaj met een klein aantal Kazachen en Russen, die zich vooral bezighouden met de extensieve veeteelt (paarden, schapen en koeien). Daarnaast bevindt zich in de plaats ook een bedrijf waar koemis (gefermenteerde paardenmelk) wordt geproduceerd.
De plaats is alleen bereikbaar per onverharde weg. Tijdens de winter wordt deze weg bedolven onder sneeuw, waardoor de plaats dan afgesloten is van de buitenwereld.